# České Lhotice
České Lhotice är en ort i Tjeckien.   Den ligger i regionen Pardubice, i den centrala delen av landet, 100 km öster om huvudstaden Prag. České Lhotice ligger 524 meter över havet och antalet invånare är 103.
Terrängen runt České Lhotice är platt åt sydost, men åt nordväst är den kuperad. Runt České Lhotice är det ganska tätbefolkat, med 172 invånare per kvadratkilometer. Närmaste större samhälle är Chrudim, 11,6 km norr om České Lhotice. I omgivningarna runt České Lhotice växer i huvudsak blandskog.